# Revolução Diplomática

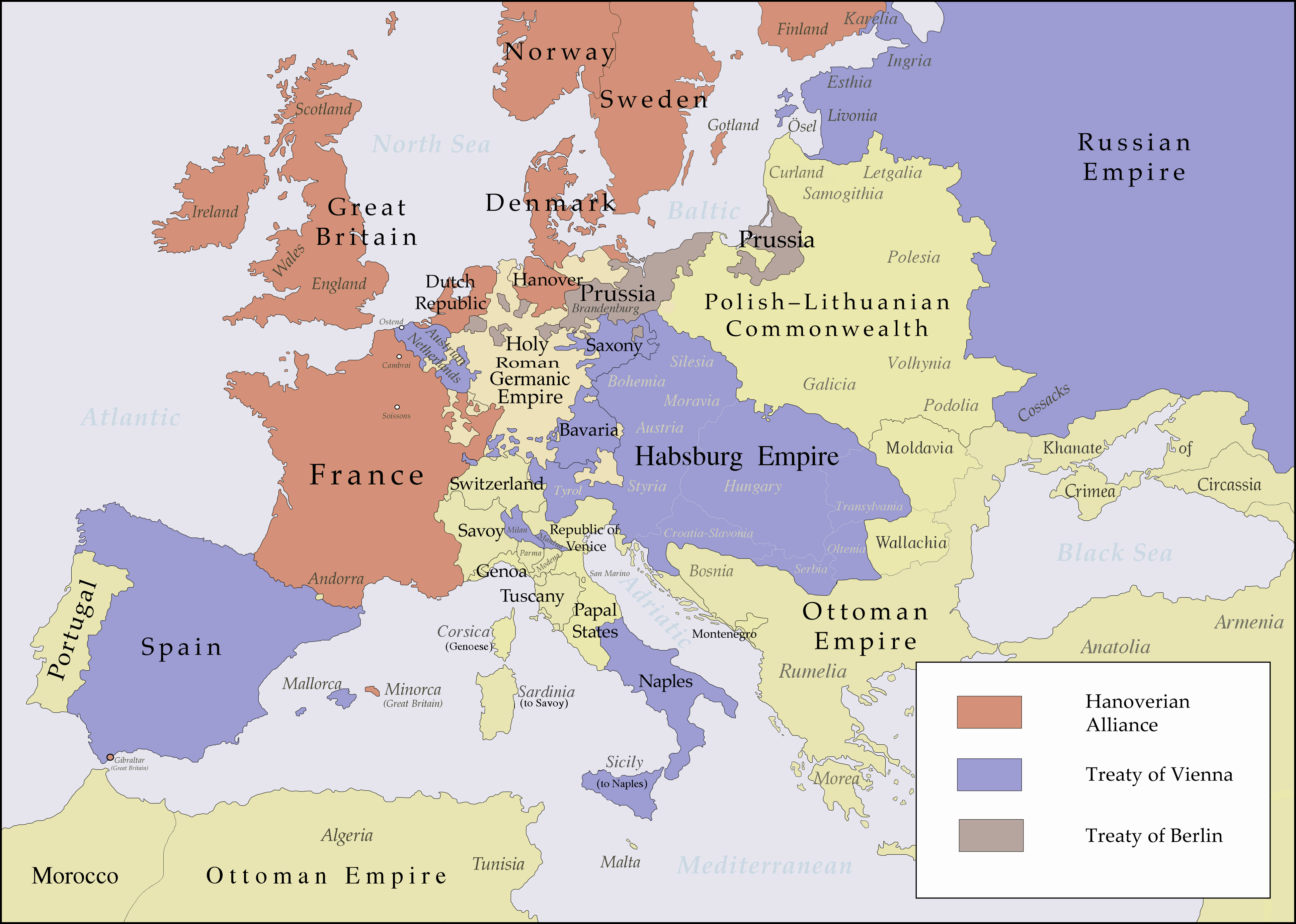
A Revolução Diplomática de 1756 acarretou o início da Guerra Dos Sete Anos.

A Revolução Diplomática de 1756 é o termo por que ficou conhecida a reformulação do sistema tradicional de alianças entre as nações europeias. Esta nova constelação estratégica marcou o início da Guerra dos Sete Anos (1756-63), o último grande conflito a envolver as grandes nações europeias antes da Revolução Francesa. 
A Áustria era desde há muito um aliado dos Britânicos e hostil para com a França, um aliado da Prússia.
Porém, este sistema de alianças sofreu uma radical alteração em 1756. A surpreendente aliança dos britânicos com a Prússia foi arquitectada em parte por forma a proteger a Hanover eleitoral, uma possessão dinástica dos britânicos no continente. 
A Áustria mostrava-se pouco disposta a proteger Hanover de uma possível invasão Francesa ou da Prússia. Consequentemente, os Britânicos aliaram-se em janeiro de 1756 com a Prússia para assegurar a defesa de Hanover de uma tomada de posse pelos franceses.
A resposta dos Franceses, ultrajados, foi de contrair uma aliança com a Áustria, a que se juntou de seguida a Rússia. 
Na constelação posterior à Revolução Diplomática, a França, Áustria, Saxónia, Suécia e Rússia alinharam pelo mesmo lado na Guerra contra a Prússia, Hanover e o Reino Unido. A Guerra dos sete anos foi desencadeada pela tentativa da Áustria dos Habsburgo de voltar a controlar a rica província da Silésia.

## Curiosidades
Ernest Gellner faz no seu livro de 1985, "Relativism and the social sciences", um paralelo irónico entre o sistema de alianças em vigor na Europa antes da Revolução Diplomática e a clivagem que ele viu na Europa do fim do século XX entre a tradição Hegeliana da Filosofia (bem assente no Eixo Paris, Berlim, Moscovo) e a linha positivista (ou empirista) da "aliança" Londres - Viena (ver Círculo de Viena). (Não se referiu aos EUA mas parece óbvio que os EUA se enquadram no "eixo" positivista).
Ou como Gellner o coloca: "Também é interessante que filosoficamente, a Europa permanece no século 18, tal como era antes da 'Revolução Diplomática' (1756): de um lado a aliança Anglo-Austríaca, do outro a Franco-Prussiana. A Moscóvia (actual Rússia) e os estados e principados da área mediterrânica tendem a estar alinhados com o eixo Paris-Berlim, enquanto que o lado escandinavo luta pelo campo oposto. Encontramos Polacos de distinção em ambos os lados".